# Consiglio dell'esecutivo di Hong Kong
Il Consiglio dell'esecutivo della regione amministrativa speciale di Hong Kong (ExCo) è il gabinetto del Governo di Hong Kong, formalmente organo di consiglieri del Capo dell'esecutivo. Sotto la sua presidenza, il Consiglio dell'esecutivo conta 21 membri ufficiali (ministri con portafoglio) e 16 membri non ufficiali (ministri senza portafoglio). Il Consiglio si riunisce una volta a settimana.

## Storia
Il Consiglio dell'esecutivo fu istituito per la prima volta dal governo britannico di Hong Kong. I primi membri ex officio erano il segretario coloniale e il tesoriere coloniale negli anni 40 del XIX secolo. Il procuratore generale fu aggiunto nel decennio successivo. Nel 1949, il Consiglio dell'esecutivo aveva cinque membri ex officio: il comandante delle forze armate britanniche d'oltremare, il segretario coloniale, il procuratore generale, il segretario per gli affari cinesi e il segretario finanziario. Vi era inoltre il commissario al lavoro. Come membri "non ufficiali" figuravano anche il direttore generale della Hongkong and Shanghai Banking Corporation, il Tai-Pan di Jardine's, tre avvocati e un fisico.
Il Consiglio dell'esecutivo è stato mantenuto dopo il trasferimento della sovranità nel 1997, a seguito della dichiarazione congiunta sino-britannica, fino all'introduzione di un sistema ministeriale (denominato Principal Officials Accountability System, o POAS) nel 2002, durante il secondo mandato di Tung Chee-hwa come Capo dell'esecutivo. Da allora tutti i segretari, in quanto cariche pubbliche, non possono svolgere altri incarichi civili.

## Funzioni
Il Consiglio dell'esecutivo indirizza il Capo dell'esecutivo nel policy making e nell'amministrazione del governo. Il Capo dell'esecutivo che agisce dopo la riunione con il Consiglio è detto Capo dell'esecutivo in Consiglio.
Secondo l'articolo 54 della legge fondamentale, il Capo dell'esecutivo deve sentire il Consiglio prima di prendere decisioni politiche importanti, di presentare disegni di legge al Consiglio legislativo, di delegare la legislazione, disciplinare alcune delle istituzioni pubbliche e di sciogliere il Consiglio legislativo.
Il Consiglio dell'esecutivo si riunisce al Complesso del governo centrale, a Tamar. Fino al 2012, il Consiglio si riuniva nell'ala principale degli Uffici del governo centrale a Government Hill, Central. Prima del ritorno di Hong Kong sotto la sovranità cinese, il Consiglio dell'esecutivo provvisorio, presieduto da Tung Chee-hwa, si riuniva a Shenzen o nell'ufficio di Tung all'undicesimo piano dell'Asia Pacific Finance Tower di Hong Kong.

## Composizione
I membri del Consiglio dell'esecutivo sono nominati e revocati dal Capo dell'esecutivo, con l'assenso del Consiglio di Stato cinese. Non c'è un mandato fisso per legge, in quanto i Consiglio rimane in carica fin quando è in carica il Capo dell'esecutivo, secondo l'articolo 55 della legge fondamentale.
Il Consiglio è presieduto dal Capo dell'esecutivo. In aggiunta ai 21 "membri principali", ci sono 16 membri "non ufficiali". In conformità con l'ordinanza sui giuramenti e sulle dichiarazioni, i membri del Consiglio prestano un giuramento di fedeltà dopo la nomina e promettono di non rivelare le questioni discusse in seno al Consiglio stesso. Lo scopo di questo principio è quello di garantire che i membri possano parlare liberamente senza timori e pressioni, in modo da facilitare il Capo dell'esecutivo nel processo decisionale.
La lista seguente include tutti i membri del Consiglio dell'esecutivo in ordine di preferenza.
| Tipo          | Immagine                                                            | Nome            | Partito | Partito                                                   | Carica | In carica da     |
| ------------- | ------------------------------------------------------------------- | --------------- | ------- | --------------------------------------------------------- | --- | ---------------- |
| Presidente    |                                                                     | John Lee        |         | Indipendente                                              | Capo dell'esecutivo                                                                                             | 1º luglio 2022   |
| Ufficiale     |                                                                     | Eric Chan       |         | Indipendente                                              | Capo segretario per l'amministrazione                                                                           | 1º luglio 2022   |
| Ufficiale     |                                                                     | Paul Chan       |         | Indipendente                                              | Segretario alle finanze                                                                                         | 16 gennaio 2017  |
| Ufficiale     |                                                                     | Paul Lam        |         | Indipendente                                              | Segretario alla giustizia                                                                                       | 1º luglio 2022   |
| Non ufficiale |                                                                     | Regina Ip       |         | Nuovo Partito Popolare (NPP)                              | Coordinatore non ufficiale del Consiglio dell'esecutivo Membro del Consiglio legislativo Presidente del NPP     | 1º luglio 2017   |
| Ufficiale     | Principal Officials of Sixth-term HKSAR Government 20220619 voa.jpg | Warner Cheuk    |         | Indipendente                                              | Vicesegretario per l'amministrazione                                                                            | 1º luglio 2022   |
| Ufficiale     |                                                                     | Michael Wong    |         | Indipendente                                              | Vicesegretario alle finanze                                                                                     | 1º luglio 2022   |
| Ufficiale     |                                                                     | Horace Cheung   |         | Indipendente                                              | Vicesegretario alla giustizia                                                                                   | 1º luglio 2022   |
| Non ufficiale |                                                                     | Arthur Li       |         | Indipendente                                              | Membro del Comitato per la legge fondamentale nell'ambito del CPCNP                                             | 1º luglio 2012   |
| Non ufficiale |                                                                     | Jeffrey Lam     |         | Alleanza tra imprese e professionisti per Hong Kong (BPA) | Membro del Consiglio legislativo Vicepresidente di BPA                                                          | 17 ottobre 2012  |
| Non ufficiale |                                                                     | Tommy Cheung    |         | Partito Liberale (LP)                                     | Membro del Consiglio legislativo Presidente di LP                                                               | 25 novembre 2016 |
| Non ufficiale |                                                                     | Martin Liao     |         | Indipendente                                              | Membro del Consiglio legislativo                                                                                | 25 novembre 2016 |
| Non ufficiale |                                                                     | Joseph Yam      |         | Indipendente                                              | Vicepresidente esecutivo della China Society for Finance and Banking                                            | 1º luglio 2017   |
| Non ufficiale |                                                                     | Ronny Tong      |         | Sentiero della Democrazia (PoD)                           | Consigliere anziano Coordinatore di PoD                                                                         | 1º luglio 2017   |
| Non ufficiale | LAM Ching-choi 打第二劑科興疫苗 20210322.png                        | Lam Ching-choi  |         | Indipendente                                              | Presidente della Commissione anziani                                                                            | 1º luglio 2017   |
| Ufficiale     |                                                                     | Kevin Yeung     |         | Indipendente                                              | Segretario alla cultura, allo sport e al turismo                                                                | 1º luglio 2022   |
| Non ufficiale |                                                                     | Kenneth Lau     |         | Alleanza tra imprese e professionisti per Hong Kong (BPA) | Membro del Consiglio legislativo Presidente di Heung Yee Kuk                                                    | 1º luglio 2017   |
| Ufficiale     |                                                                     | Erick Tsang     |         | Indipendente                                              | Segretario per gli affari costituzionali e cinesi                                                               | 20 aprile 2020   |
| Ufficiale     |                                                                     | Christopher Hui |         | Alleanza tra imprese e professionisti per Hong Kong (BPA) | Segretario ai servizi finanziari e al tesoro                                                                    | 20 aprile 2020   |
| Ufficiale     |                                                                     | Chris Tang      |         | Indipendente                                              | Segretario alla sicurezza                                                                                       | 25 luglio 2021   |
| Non ufficiale |                                                                     | Moses Cheng     |         | Indipendente                                              | Presidente del Consiglio dell'Università Hang Seng di Hong Kong Cancelliere della Chiesa anglicana di Hong Kong | 1º luglio 2022   |
| Non ufficiale |                                                                     | Margaret Leung  |         | Indipendente                                              | Tesoriera dell'Università di Hong Kong                                                                          | 1º luglio 2022   |
| Non ufficiale |                                                                     | Chan Kin-por    |         | Indipendente                                              | Membro del Consiglio legislativo                                                                                | 1º luglio 2022   |
| Non ufficiale |                                                                     | Eliza Chan      |         | Indipendente                                              | Membro del comitato nazionale del CPCPC                                                                         | 1º luglio 2022   |
| Non ufficiale |                                                                     | Ko Wing-man     |         | Indipendente                                              | Segretario emerito al cibo e alla salute                                                                        | 1º luglio 2022   |
| Ufficiale     | Principal Officials of Sixth-term HKSAR Government 20220619 voa.jpg | Tse Chin-wan    |         | Indipendente                                              | Segretario all'ambiente e all'ecologia                                                                          | 1º luglio 2022   |
| Ufficiale     | Principal Officials of Sixth-term HKSAR Government 20220619 voa.jpg | Algernon Yau    |         | Indipendente                                              | Segretario al commercio e allo sviluppo economico                                                               | 1º luglio 2022   |
| Ufficiale     |                                                                     | Lo Chung-mau    |         | Indipendente                                              | Segretario alla salute                                                                                          | 1º luglio 2022   |
| Ufficiale     | Principal Officials of Sixth-term HKSAR Government 20220619.jpg     | Lam Sai-hung    |         | Indipendente                                              | Segretario ai trasporti e alla logistica                                                                        | 1º luglio 2022   |
| Ufficiale     | Principal Officials of Sixth-term HKSAR Government 20220619 voa.jpg | Bernadette Linn |         | Indipendente                                              | Segretaria allo sviluppo                                                                                        | 1º luglio 2022   |
| Ufficiale     | Principal Officials of Sixth-term HKSAR Government 20220619 voa.jpg | Winnie Ho       |         | Indipendente                                              | Segretaria all'edilizia abitativa                                                                               | 1º luglio 2022   |
| Ufficiale     | Principal Officials of Sixth-term HKSAR Government 20220619 voa.jpg | Ingrid Yeung    |         | Indipendente                                              | Segretaria al servizio civile                                                                                   | 1º luglio 2022   |
| Ufficiale     |                                                                     | Christine Choi  |         | Indipendente                                              | Segretaria all'istruzione                                                                                       | 1º luglio 2022   |
| Ufficiale     | Principal Officials of Sixth-term HKSAR Government 20220619 voa.jpg | Dong Sun        |         | Indipendente                                              | Segretario all'innovazione, alla tecnologia e all'industria                                                     | 1º luglio 2022   |
| Non ufficiale |                                                                     | Stanley Ng      |         | Federazione dei sindacati di Hong Kong (FTU)              | Membro del Consiglio legislativo                                                                                | 1º luglio 2022   |
| Ufficiale     |                                                                     | Alice Mak       |         | Federazione dei sindacati di Hong Kong (FTU)              | Segretaria agli interni e agli affari giovanili                                                                 | 1º luglio 2022   |
| Ufficiale     | Principal Officials of Sixth-term HKSAR Government 20220619 voa.jpg | Chris Sun       |         | Indipendente                                              | Segretario al laboro e al welfare                                                                               | 1º luglio 2022   |
| Non ufficiale |                                                                     | Gary Chan       |         | Alleanza tra imprese e professionisti per Hong Kong (BPA) | Membro del Consiglio legislativo                                                                                | 1º luglio 2022   |

Fonte: (EN)  Executive Council - Membership of Executive Council, 1º luglio 2022